# Challenger de Caltanissetta 2016

El torneo Città di Caltanissetta 2016 es un torneo profesional de tenis. Pertenece al ATP Challenger Series 2016. Se disputará su 18.ª edición sobre superficie tierra batida, en Caltanissetta, Italia, entre el 6 y el 12 de junio de 2016.

## Jugadores participantes del cuadro de individuales
| Favorito | País                        | Jugador              | Rank1 | Posición en el torneo |
| -------- | --------------------------- | -------------------- | ----- | --------------------- |
| 1        | Bandera de Italia           | Paolo Lorenzi        | 54    | CAMPEÓN               |
| 2        | Bandera de Argentina        | Facundo Bagnis       | 99    | Segunda ronda         |
| 3        | Bandera de Suecia           | Elias Ymer           | 118   | Segunda ronda         |
| 4        | Bandera de los Países Bajos | Thiemo de Bakker     | 120   | Primera ronda         |
| 5        | Bandera de Colombia         | Santiago Giraldo     | 122   | Segunda ronda         |
| 6        | Bandera de Colombia         | Alejandro González   | 142   | Primera ronda         |
| 7        | Bandera de España           | Daniel Gimeno-Traver | 160   | Primera ronda         |
| 8        | Bandera de Serbia           | Peđa Krstin          | 168   | Primera ronda         |

- 1 Se ha tomado en cuenta el ranking del 30 de mayo de 2016.

### Otros participantes
Los siguientes jugadores recibieron una invitación (wild card), por lo tanto ingresan directamente al cuadro principal (WC):
- Matteo Donati
- Omar Giacalone
- Paolo Lorenzi
- Gianluigi Quinzi

Los siguientes jugadores ingresan al cuadro principal tras disputar el cuadro clasificatorio (Q):
- Filip Horanský
- Nicolás Jarry
- Antonio Massara
- Sumit Nagal

## Campeones

### Individual Masculino
- Paolo Lorenzi derrotó en la final a  Matteo Donati, 6–3, 4–6, 7–6(7)

### Dobles Masculino
- Guido Andreozzi /  Andrés Molteni derrotaron en la final a  Marcelo Arévalo /  Miguel Ángel Reyes-Varela, 6–1, 6–2